# 官塘驿镇
官塘驿镇，是中华人民共和国湖北省咸寧市赤壁市下辖的一个镇。

## 行政区划
官塘驿镇下辖以下地区：
官塘社区、泉口街社区、矿务局社区、御屏山村、泉口村、幸福堰村、独山村、十八里畈村、官塘村、石榴泉村、西湾村、方秀畈村、白羊村、大贵村、龙凤山村、双丘村、黄沙村、张司边村、随阳村、老虎岩村、葛仙山村、洋泉畈村、大竹山村、丰乐畈村和泉洪岭村。

## 交通
- 京广铁路：官塘驿站